# Valere Van Sweevelt
Valere Van Sweevelt (Kuringen, 15 d'abril de 1947) va ser un ciclista belga, que fou professional entre 1968 i 1973. La seva principal victòria fou la Lieja-Bastogne-Lieja de 1968. El seu germà Ronny també fou ciclista professional.

## Palmarès
- 1966
  - Vencedor d'una etapa a la Volta a Limburg amateur
- 1967
  - 1r a la Wavre-Lieja
  - Vencedor d'una etapa a la Volta a Limburg amateur
- 1968
  - 1r de la Lieja-Bastogne-Lieja
  - 1r a l'Omloop van Midden-Brabant
  - Vencedor de 2 etapes de la París-Niça
  - Vencedor d'una etapa del Tour de Romandia
- 1969
  - 1r a Houthulst
  - 1r a Herenthout
  - 1r a Rummen
  - 1r a Soumagne
- 1970
  - 1r a Maaslandse Pijl